# Carcelia falenaria
Carcelia falenaria är en tvåvingeart som först beskrevs av Camillo Rondani 1859.  Carcelia falenaria ingår i släktet Carcelia och familjen parasitflugor. Inga underarter finns listade i Catalogue of Life.